# Огузов, Альберт Русланович
Альберт Русланович Огузов (род. 28 сентября 1991 года) — российский дзюдоист. Мастер спорта международного класса

## Карьера
Тренируется в Черкесске у Пчелкина В.И.

### 2011
- Победитель Первенства России по самбо до 23 лет (Кстово)
- Победитель Первенства России по самбо среди молодёжи (Армавир)

### 2012
- Бронзовый призёр Первенства России по дзюдо до 23 лет
- Бронзовый призёр Кубка России по дзюдо

### 2013
- Обладатель Кубка Европы по дзюдо (Оренбург, Россия)
- Бронзовый призёр Кубка Европы по дзюдо (Словения)
- Обладатель Кубка Европы по дзюдо (Швеция)
- Серебряный призёр Первенства Европы по дзюдо до 23 лет (Болгария)

### 2015
- Победитель Открытого Кубка Африки (Марокко, Касабланка).
- Бронзовый призёр Универсиады (Корея, Кванджу).

### 2019
- Чемпионат России по дзюдо 2019 года — ;

## Спортивные достижения
- Большой шлем, Тюмень 2016[1] — ;
- Большой шлем, Абу Даби 2016[2] — ;
- Большой шлем, Екатеринбург 2017[3]— ;
- Гранд При, Загреб 2017[4] — ;
- Гранд При, Анталия 2018[5] — ;
- Гранд При, Хох хот Китай 2018[6]— ;
- Гранд При, Будапешт 2018[7]— ;
- Гранд При, Тель-Авив 2019[8] — ;
- Большой Шлем, Екатеринбург 2019[9] — ;
- Гранд При, Хох Хот Китай 2019[10] — ;
- World Masters, Доха 2021[11] — ;
- Чемпионат России по дзюдо 2021, Майкоп[12] — ;
- Большой Шлем, Баку 2021[13] — ;
- Международный турнир, Челябинск 2022[14]— ;
- Кубок России по дзюдо 2022[15]— ;
- Кубок России по дзюдо 2023 — .